# Grand Acres
Grand Acres es un lugar designado por el censo ubicado en el condado de Cameron en el estado estadounidense de Texas. En el Censo de 2010 tenía una población de 49 habitantes y una densidad poblacional de 41,22 personas por km².

## Geografía
Grand Acres se encuentra ubicado en las coordenadas 26°14′33″N 97°49′45″O / 26.24250, -97.82917. Según la Oficina del Censo de los Estados Unidos, Grand Acres tiene una superficie total de 1.19 km², de la cual 1.19 km² corresponden a tierra firme y (0%) 0 km² es agua.

## Demografía
Según el censo de 2010, había 49 personas residiendo en Grand Acres. La densidad de población era de 41,22 hab./km². De los 49 habitantes, Grand Acres estaba compuesto por el 93.88% blancos, el 0% eran afroamericanos, el 2.04% eran amerindios, el 0% eran asiáticos, el 0% eran isleños del Pacífico, el 4.08% eran de otras razas y el 0% pertenecían a dos o más razas. Del total de la población el 100% eran hispanos o latinos de cualquier raza.